# Der Alte
Der Alte (Nederlandse titel Onze ouwe) is een van de  Duitse krimiseries. 

## Geschiedenis
Vanaf de eerste aflevering "Die Dienstreise", die werd uitgezonden op 11 april 1977, speelde Siegfried Lowitz Hauptkommissar Erwin Köster, die na honderd afleveringen tijdens zijn dienst wordt neergeschoten. Daarna nam Rolf Schimpf de rol over als Hauptkommissar Leo Kress. Hij kondigde eind november 2006 na 222 afleveringen zijn afscheid van de serie aan. Vervolgens vertolkte Walter Kreye van 2008 tot en met 2012 de rol van Hauptkommissar Rolf Herzog, die wegens ziekte van Kreye in aflevering 366 werd afgelost door Hauptkommissar Richard Voss, gespeeld door Jan-Gregor Kremp.
Michael Ande heeft als Gerd Heymann in de serie het langst meegespeeld: van 1977 tot 2016. In Nederland is de serie lange tijd uitgezonden door de TROS onder de titel Onze ouwe.
Voor de afleveringen 1 tot en met 100, waarin Köster de titelrol vervult, schreef Peter Thomas de titelmuziek, voor de afleveringen vanaf aflevering 101 is dat Eberhard Schoener.

## Rolverdeling
| Personage                            | Gespeeld door                       | Opmerkingen                                    |
| Hoofdrolspelers in aflevering 1-100  | Hoofdrolspelers in aflevering 1-100 | Hoofdrolspelers in aflevering 1-100            |
| ------------------------------------ | ----------------------------------- | ---------------------------------------------- |
| Hauptkommissar Erwin Köster          | Siegfried Lowitz                    |                                                |
| Kriminalhauptmeister Gerd Heymann    | Michael Ande                        | behalve aflevering 47, 52                      |
| Martin Brenner                       | Jan Hendriks                        | ook in aflevering 101                          |
| Franz Millinger                      | Henning Schlüter                    | tot en met aflevering 78                       |
| Maier Zwo                            | Wolfgang Zerlett                    | tevens in enkele Kress-afleveringen            |
| Löwinger                             | Jan Meyer                           |                                                |
| Anna Gautier                         | Xenia Pörtner                       |                                                |
| Polizeiarzt                          | Ulf J. Söhmisch                     | vanaf aflevering 74                            |
| Staatsanwalt                         | Hans-Dieter Asner                   | 1984-1985                                      |
| Hoofdrolspelers vanaf aflevering 101 |                                     |                                                |
| Hauptkommissar Leo Kress             | Rolf Schimpf                        | afleveringen 101-322, gastoptreden in afl. 340 |
| Hauptkommissar Rolf Herzog           | Walter Kreye                        | afleveringen 323 t/m 365                       |
| Hauptkommissar Richard Voss          | Jan-Gregor Kremp                    | vanaf aflevering 366                           |
| Gerd Heymann                         | Michael Ande                        |                                                |
| Henry Johnson                        | Charles Muhamed Huber               | tot en met aflevering 225                      |
| Axel Richter                         | Pierre Sanoussi-Bliss               | vanaf aflevering 225                           |
| Werner Riedmann                      | Markus Böttcher                     | vanaf aflevering 106                           |
| Polizeiarzt                          | Ulf J. Söhmisch                     |                                                |
| Staatsanwalt                         | Hans-Dieter Asner                   | 1985-1990                                      |
| Sabine Kress                         | Bettina Redlich                     | tot en met aflevering 131                      |

## Trivia
- In 1988 werd Der Alte door de TROS uitgezonden, terwijl in die tijd daar ook de ziekenhuisserie Medisch Centrum West was te zien. De drie acteurs Ferd Hugas, Klaas Hofstra en Marc Klein Essink, allen bekend uit die serie, speelden in de 126ste aflevering van Der Alte elk een gastrol.

Adelheid und ihre Mörder ·
Alarm für Cobra 11 - Die Autobahnpolizei ·
Der Alte ·
Bella Block ·
Derrick ·
Das Duo ·
Der Fahnder ·
Ein Fall für zwei ·
Grossstadtrevier ·
Der Kommissar ·
Kommissar Rex ·
Die Kommissarin ·
Polizeiruf 110 ·
Rosa Roth ·
Schimanski ·
Siska ·
SOKO 5113 ·
Stockinger ·
Tatort ·
Ein starkes Team